# Veľké Pole
Veľké Pole és un poble i municipi d'Eslovàquia que es troba a la regió de Banská Bystrica.

## Història
La primera menció escrita de la vila es remunta al 1332.

## Demografia
| Godina             | 1994 | 2004   | 2014    | 2024   |
| ------------------ | ---- | ------ | ------- | ------ |
| Nombre de persones | 476  | 467    | 385     | 417    |
| Diferència         |      | −1,89% | −17,55% | +8,31% |

| Godina             | 2023 | 2024   |
| ------------------ | ---- | ------ |
| Nombre de persones | 425  | 417    |
| Diferència         |      | −1,88% |